# Carbasea indivisa
Carbasea indivisa är en mossdjursart som beskrevs av Busk 1852. Carbasea indivisa ingår i släktet Carbasea och familjen Flustridae. Inga underarter finns listade i Catalogue of Life.